# Choroby oczu
Choroby oczu – schorzenia narządu wzroku mogą być wywołane przez różnego rodzaju przyczyny, jak np.: urazy, zakażenia i nowotwory. Chorobowe objawy w oku mogą także być miejscowym objawem ogólnego schorzenia ustrojowego, jak np. zaćma w przebiegu cukrzycy czy podczas choroby krwi, nerek lub też w czasie ciąży. 
Choroby oczu można leczyć zachowawczo lub operacyjnie. W leczeniu zachowawczym dużą role odgrywają obecnie antybiotyki (np. penicylina, streptomycyna czy aureomycyna), dzięki którym w wielu schorzeniach, dawniej bardzo opornych na leczenie, dziś medycyna osiąga bardzo dobre wyniki w ich leczeniu. Duże sukcesy daje również w okulistyce leczenie hormonalne, przede wszystkim stosowanie hormonu kory nadnerczy - kortyzonu, który podawany w niektórych schorzeniach wirusowych rogówki oraz w zapaleniu miąższowym rogówki na tle kiły wrodzonej daje niespotykane przedtem efekty terapeutyczne. Wśród operacji okulistycznych szeroko stosowany jest przeszczep rogówki, który umożliwia przywrócenie wzrok w przypadkach bielma rogówki, dawniej nieuleczalnego.
Na świecie na poważne zaburzenia widzenia lub ślepotę cierpi około 285 mln osób (szacunki na rok 2014). Niemal 90 proc. z nich nie ma dostępu do nowoczesnych terapii okulistycznych, ponieważ żyją w krajach rozwijających się. Dla okulistów z takich państw projektuje się specjalne, tańsze zestawy potrzebnych materiałów do wykonywania standardowych operacji chirurgii oka.

## Podział chorób oczu

### 1. Choroby powiek
- Jęczmyk
- Ropień powieki
- Półpasiec powieki i gałki ocznej
- Ospica
- Zapalenie brzegów powiek
- Kępki żółte
- Brodawka powieki
- Naczyniak powieki
- Rak powieki
- Niedomykalność szpary powiekowej
- Wywinięcie powieki
- Podwinięcie powieki
- Nieprawidłowy wzrost rzęs
- Tik powieki
- Nadmierne częste mruganie

Wady rozwojowe powiek – wady powstałe w okresie życia płodowego, do ważniejszych zaliczamy:
- Opadnięcie powieki
- Ubytek powieki
- Zmarszczka nakątna (fałda mongolska)
- Zwiotczenie skóry powiek

### 2. Choroby narządu łzowego
- Łzawienie
- Zapalenie gruczołu łzowego
- Zapalenie woreczka łzowego
- Ropowica woreczka łzowego
- Zespół suchego oka

### 3. Choroby spojówek
- Zapalenie spojówek
- Gruźlica spojówki
- Jaglica
- Nieżyt grudkowy spojówek
- Zapalenie rzeżączkowe spojówek
- Wiosenny nieżyt spojówek
- Zapalenie uczuleniowe spojówek
- Błonica spojówki
- Wynaczynienie krwawe do spojówki
- Tłuszczyk
- Skrzydlik
- Znamiona barwnikowe spojówek
- Wylew podspojówkowy

### 4. Choroby gałki ocznej

#### Choroby rogówki
- Obwódka starcza
- Ubytek powierzchowny rogówki
- Wrzut nieżytowy rogówki
- Zapalenie rogówki
- Rozmiękanie rogówki
- Bielmo
- Zapalenie błony naczyniowej

Wrodzone zaburzenia rozwojowe rogówki:
- Rogówka mała
- Rogówka duża

#### Choroby twardówki
- Zapalenie nadtwardówki
- Zapalenie twardówki
- Garbiak
- Zespół niebieskich twardówek

#### Choroby jagodówki
- Ropostek
- Zapalenie naczyniówki
- Zapalenie ciałka rzęskowego
- Zapalenie tęczówki
- Odwarstwienie naczyniówki
- Czerniak naczyniówki
- Ubytek tęczówki

#### Choroby ciałka szklistego
- Krwotok do ciała szklistego
- Ropień ciała szklistego
- Męty ciała szklistego
- Pozasoczewkowy rozrost włóknisty

#### Choroby soczewki
- Zaćma pourazowa
- Zaćma starcza
- Zaćma tężyczkowa
- Zaćma w przebiegu cukrzycy
- Zaćma wtórna
- Zaćma wrodzona
- Zwichnięcie soczewki

#### Choroby siatkówki
- Krwotok przedsiatkówkowy
- Odwarstwienie siatkówki
- Siatkówczak zarodkowy
- Zakrzep żyły środkowej siatkówki
- Zapalenie okołożylne siatkówki
- Zator tętnicy środkowej siatkówki
- Zmiany dna oka w przebiegu cukrzycy
- Zmiany dna oka w nadciśnieniu tętniczym
- Zwyrodnienie barwnikowe siatkówki
- Zwyrodnienie centralnej części siatkówki

### 5. Choroby nerwu wzrokowego
- Tarcza zastoinowa
- Zanik nerwu wzrokowego
- Zapalenie nerwu wzrokowego
- Niedowidzenie połowiczne dwuskroniowe

### 6. Choroby oczodołu
- Ropowica oczodołu
- Wytrzeszcz
- Jaskra